# 白井祥平
白井 祥平（しらい しょうへい、1933年1月5日 - ）は、
日本の海産生物学者、理学博士。太平洋資源開発研究所所長。
日本におけるスキューバ潜水のパイオニアとして、潜水による海洋生物調査を実施する。熱帯地域を中心に世界各地の自然科学・民俗文化・考古遺跡等を調査。日本各地において展覧会を開催。千葉県在住。

## 略歴
1954年、東京水産大学（現東京海洋大学）において、日本で初めてのスキューバ潜水実習を受ける。
1956年東京水産大学増殖学科卒。同大学鹸水増殖学科専攻科修了。
1957年、真珠養殖業界から卒業生の派遣要請を受けた、大学側からの要望により、他３名の水大出身者と共に「全国真珠漁業協同組合」（三重県伊勢市）に就職。養殖真珠の評価や養殖業界の振興に携わる。この間、1959年の伊勢湾台風、1960年のチリ津波により、大きな被害を受けた三重県養殖業界の復興対処にあたる。
1961年、自身の研究・調査に専念するため、「全国真珠漁業協同組合」を退職。太平洋資源開発研究所を設立、所長。　

## 調査／発見歴
- 伊豆七島新島沖の海底（水深百数十ｍ）に、1億年前に生存していた《生きた化石》「オキナエビスガイ」が多数棲息していることを発見。学会の定説を覆す（1954）
- 世界で初めて、最高品質の真珠を生産する大型真珠貝「マベガイ」の人工授精に成功。業界では断念していたマベ真珠養殖実現の礎を築く（1955）
- フィリピン南部（北緯10度）が北限の熱帯系大型真珠貝「シロチョウガイ」が、わが国（奄美大島大島海峡）にも棲息していることを確認、世界の定説を覆す（1955）
- 北海道東部釧路の海底で、初めてスキューバ潜水を実施、大型の「エゾバフンウニ」が群生していることを発見。地元漁協の産業振興に貢献する（1955）
- 奄美大島南部大島海峡のサンゴ礁に、熱帯系大型ヒトデの一種「オニヒトデ」が爆発的に発生し、造礁サンゴ類を食害していることを確認。日本で初の駆除を行い、天敵は「ホラガイ」であることを発表（1956）
- 四国最西端の孤島沖ノ島潜水調査で、造礁サンゴ類を食い荒らす「オニヒトデ」を発見。本土初の分布記録となり、生物地理学者を驚かす（1959）
- 紀伊半島先端の潮岬の潜水調査で、再び“海のハブ”と恐れられる「オニヒトデ」を発見、本州にも分布することを確認（1960）
- 沖縄県久米島の潜水調査で、それまで、北は房総、南は鹿児島までの《日本特産種》とされていた養殖真珠の母貝「アコヤガイ」は、亜熱帯海域にも分布することを確認（1961）
- 世界一の海を調査・探検することを中日新聞社に提案。デビ夫人などの後押しもあり、スカルノ大統領の全面的な支援を受けて、日本・インドネシア合同海洋学術調査「バルーナ探検」が実施される。発案者であった白井は調査隊の隊長を務める。同行した恩師でもある新野弘博士の調査により、ジャワ海で海底油田を発見、今日のインドネシア石油産業の基礎をなす。オランダ時代の海図を元に、サンゴ礁の発達を調査。スンバワ島ビマ湾で良質の真珠貝「マベガイ」資源を発見。モルッカ州カイ諸島では、タヒチ系の良質の大型真珠貝「クロチョウガイ」を発見。真珠事業が同海域で有望であることを報告。コモド島では、世界最大のトカゲ「コモドオオトカゲ」の生態撮影に成功、日本初のカラー放送記念番組として放映紹介する。イリアンジャヤ島南部のアラフラ海はエビ資源が豊富であることなど、多大の成果を収める（1964）
- インドネシア海域で「アコヤガイ」を多数採集した結果を踏まえ、「アコヤガイ」はもはや日本の《特産種》でないことを正式に学界に発表
- 戦後初のミクロネシア（南洋群島）海域海中調査で、ポナペ島のサンゴ礁海域に棲息する大型真珠貝「クロチョウガイ」の品質は最高で、良質の《黒真珠》の生産が見込まれると発表（1968）
- ポナペ島東南海上に建設された、謎に包まれた呪いの石造遺跡「ナン＝マタール」の解明を行う（1972）
- パプアニューギニア、ニューブリテン島。ラバウルの秘密結社「イニヨット」が密かに保有する、人の生死を操る《呪術》のシンボル「イニヨット石像」を発見入手。ドイツ統治時代には、原始美術品として接収され、また日本統治時代には、秘密結社の邪教を撲滅するため、恐るべき「イニヨット」は没収処分された。島民の証言によれば、大部分はラバウル湾に沈められたが、大切なものはヤシ林などに埋めて温存された。欧米の博物館や研究者たちは、この「イニヨット」探しに熱中するが、秘密結社の結束は固く発見は極めて困難である。専門家の話では、これは世界最高クラスの「原始美術品」として評価されているという（1972）

## 編著書
- 『アクアクの嶋のサンゴ礁』（日本初とされる水中写真集）科学と写真の会 1960
- 『真珠の百科』朝日新聞社 1966
- 『真珠 海の宝石の神秘を探る』講談社ブルーバックス 1967
- 『海中への旅』創元社 1969
- 『サンゴ礁への招待 -よみもの動物記-』北隆館 1969
- 『The Story of Pearls』日貿出版社 1970
- 『沖縄の海の生物』風土記社 1974
- 『海の貝』神山博光絵 科学のアルバム あかね書房 1975
- 『サンゴ礁の世界』神山博光,渡辺洋二絵　科学のアルバム あかね書房 1975
- 『サンゴ礁探検 海底の神秘を追って』あかね書房 現代子どもノンフィクション 1975
- 『日本の海中公園』白井祥平・佐野芳康　風土記社 1975
- 『沖縄の自然サンゴ礁の科学』新星図書 カラー百科シリーズ 1976
- 『すばらしい海底の世界へ 海中公園をつくる』文と写真 大日本図書 子ども科学図書館 1976
- 『沖縄の自然魚』佐野芳康写真 新星図書 カラー百科シリーズ 1977
- 『八重山小百科石垣島』新星図書 1978
- 『沖縄の自然 貝の世界』新星図書 カラー百科シリーズ 1979
- 『原色沖縄海中動物生態図鑑』佐野芳康写真 新星図書 1977
- 『呪いの遺跡ナン・マタール 失われたムー大陸の謎を解く』いんなあとりっぷ社 1977
- 『秘境ニューギニアの旅 驚異の世界を求めて』三修社 コロンブックス 1977
- 『ブクブク・プクプク海をゆく 日本列島海中紀行』マリン企画 1978
- 『沖縄園芸植物大図鑑』全4巻 佐野芳康写真 沖縄教育出版 1979-80
- 『海べの危険な生物 カラー版自然と科学』岩崎書店 1981
- 『インドネシアの海を探る バルーナ探検隊記録』創造書房 太平洋双書 1982
- 『魚のからだ カラー版自然と科学』岩崎書店 1982
- 『沖縄有毒害生物大事典 原色百科 動物編』新星図書出版 1982
- 『西表島の自然 東洋のガラパゴス』佐野芳康写真 新星図書出版 1983
- 『やさしい沖縄の洋ランづくり』沖縄教育出版 1983
- 『有毒有害海中動物図鑑』佐野芳康写真 マリン企画 1984
- 『かごしまの魚 カラー百科』新日本教育図書 1985
- 『サンゴ保護と新空港 ゆがめられた真実をただす』海洋企画 1989
- 『太平洋諸島百科事典』太平洋学会編（原稿提供） 原書房 1989
- 『世界動物名検索大辞典　世界鳥類名検索辞典』編著 原書房 1992
- 『世界動物名検索大辞典　世界哺乳類名検索辞典』編著 原書房 1993
- 『石垣島』新日本教育図書 1995
- 『海の百科　サンゴとサンゴ礁』コーラルコーポレーション 1993
- 『サンゴ礁の世界』沖縄高速印刷出版部 1997
- 『貝 ものと人間の文化史』全3巻 法政大学出版局 1997
- 『真珠』４ヵ国語版（日本語、英語、フランス語、スペイン語） 海洋企画 1981
- 『真珠真珠貝世界図鑑』２ヵ国語（日本語、英語） 海洋企画 1994
- 『全国方言集覧 動植物標準和名⇒方言名検索』全７期14巻 生物情報社　2000～2004
- 『全国哺乳類地方名検索辞典』北日本編／南日本編　生物情報社　2005
- 『全国鳥類地方名検索辞典』北日本編／南日本編　生物情報社　2005
- 『全国爬虫両生類地方名検索辞典』北日本編／南日本編　生物情報社　2005
- 『全国魚類地方名検索辞典』北日本編／南日本編　生物情報社　2005
- 『全国昆虫類地方名検索辞典』北日本編／南日本編　生物情報社　2005
- 『全国無脊椎動物地方名検索辞典』北日本編／南日本編　生物情報社　2006
- 『全国樹木地方名検索辞典』北日本編／中日本編／南日本編　生物情報社　2007
- 『全国草本地方名検索辞典』北日本編／中日本編／南日本編　生物情報社　2008
- 『全国有用植物地方名検索辞典』北日本編／中日本編／南日本編　生物情報社　2008
- 『全国藻茸羊歯苔類地方名検索辞典』　生物情報社　2008
- 『瓢龍亭探検記　呪いの遺跡 ナン=マタールを探る』白井全集１　生物情報社　2005
- 『図説ひょうたん大全科』全６巻（生物学・経済学・言語学・芸術学・音楽学・園芸学・食品学・医薬学・考古学・文学・工学・民俗学・地理学・地誌学・歴史学）生物情報社　2014

翻訳
- スティーブ・ドム著 ウォルター・ディアス撮影『サンゴ礁の世界』マリン企画 1981

## 論文
- Cinii